# Lago Columbia

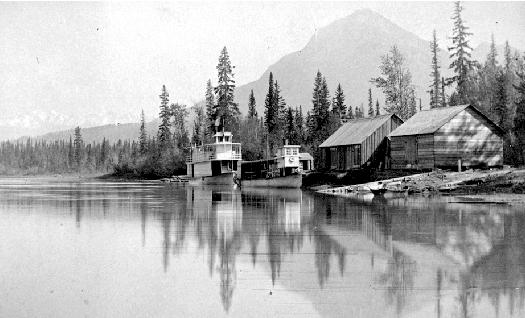
Lago Columbia cerca de 1890.

O lago Columbia (ou lago Colúmbia) é um lago de água doce localizado na Colúmbia Britânica, Canadá e é a principal fonte do rio Columbia, sendo alimentado por diversos pequenos afluentes. 

## Descrição
O lago está localizado ao longo das estradas 93 e 95, entre a vila de Canal Flats e a comunidade de Fairmont Hot Springs, a cidade de Canal Flats, que apresentava em 2006 700 habitantes, está localizada no extremo sul do lago.
A temperatura média da água em julho é de 18°C, tornando-o o maior lago de água quente a oriente do rio Kootenay.
Este lago tem uma profundidade média de 15 pés, com uma clareza de água excelente, pois goza de um menor volume de tráfego fluvial que o seu vizinho do norte, o lago Windermere. 
O rio Kootenay, um importante afluente do rio Columbia, passa muito perto do extremo sul deste lago.